# Noel Rosa
Noel Rosa (Rio de Janeiro, 1910 – Rio de Janeiro, 1937) est un sambista brésilien, chanteur, compositeur, mandoliniste, guitariste et l'un des plus importants artistes musicaux du Brésil. Surnommé le Poeta da Vila, il a apporté une contribution fondamentale à la légitimation de la samba de morro et dans l'« asphalte », c'est-à-dire entre la classe moyenne et la radio, le principal moyen de communication de son époque ; c'est un fait d'une grande importance, non seulement pour la samba, mais pour l'histoire de la musique populaire brésilienne,.
Mort à seulement 26 ans des suites de la tuberculose, il a laissé derrière lui un ensemble de chansons qui sont devenues des classiques de la chanson populaire brésilienne.
En 2016, il a reçu in memoriam l'Ordem do Mérito Cultural du Brésil, dans la classe de grand maître.

## Biographie

### Jeunesse et formation

Maison où est né Noel Rosa, à Rio de Janeiro, en 1910.

Fils de Manuel de Medeiros Rosa (1880-1935), du Minas Gerais, et de Marta Correia de Azevedo (1889-1940), de Rio de Janeiro, Noel de Medeiros Rosa naît le 11 décembre 1910 après un accouchement très difficile lors duquel l'utilisation de forceps a été nécessaire pour sauver la vie de la mère et du bébé. Il est né avec une hypoplasie (développement limité) de la mâchoire (probablement syndrome de Pierre Robin), qui a marqué ses traits tout au long de sa vie et mis en valeur sa physionomie très particulière.
Il vient au monde au numéro 130 de la Rua Teodoro da Silva, dans le quartier de Vila Isabel à Rio, au sein d'une famille de la classe moyenne, et étudie au traditionnel Colégio de São Bento (pt).
Adolescent, il apprend à jouer de la mandoline à l'oreille et prend goût à la musique et à l'attention qu'elle lui apporte. Il se tourne rapidement vers le violão et devient une figure bien connue de la bohème de Rio. En 1931, il entre à la Faculté de médecine, mais le projet d'études s'avère vite peu attrayant par rapport à sa vie d'artiste, au milieu de la samba et des soirées arrosées. Noel est membre de plusieurs groupes musicaux, dont Bando de Tangarás depuis 1929, aux côtés de João de Barro (Braguinha), Almirante, Alvinho et Henrique Brito.

### Carrière
En 1929, Noel crée ses premières compositions, Minha Viola et Festa no Céu, toutes deux enregistrées par lui-même. Mais c’est en 1930 que le succès arrive, avec la sortie de Com que roupa?, une samba pleine de bonne humeur qui a survécu des décennies et qui est désormais un classique de la chanson brésilienne. Une légende, démentie par Almirante, son partenaire musical et biographe, dit que la chanson provenait d'un épisode dans lequel il voulait sortir avec des amis, mais sa mère ne l'a pas laissé faire et a caché ses vêtements. Il s'est alors empressé de demander : « Quels vêtements vais-je porter ? » (« Com que roupa eu vou? »).
Noel se révèle être un chroniqueur talentueux du quotidien, avec une séquence de chansons qui se démarquent par leur humour et leur sens critique. Orestes Barbosa, excellent poète de chanson et partenaire de Rosa dans Positivismo, le considérait comme le « roi des lettres ». Noel est également le protagoniste d'une curieuse controverse (Noel Rosa X Wilson Batista) qui s'est développée à travers des chansons avec son rival Wilson Batista. Les deux compositeurs se sont affrontés dans des sambas agressives mais de bonne humeur, ce qui a donné de bons résultats pour la musique brésilienne, notamment avec des classiques de Noel tels que Feitiço da Vila et Palpite Infeliz. Parmi les interprètes qui ont commencé à chanter leurs sambas, se distinguent Mário Reis, Francisco Alves et Aracy de Almeida.

Dossier professionnel de Noël Rosa (1935).

Autodidacte, Noel apprend à jouer de la mandoline à l'oreille dans les bars du quartier carioca de Vila Isabel et se passionne pour la musique. Dans les années 1930, lorsque la chanson populaire commence à s'imposer et que la samba commence à être le marqueur des racines de la musique brésilienne, Noel Rosa gagne en popularité parmi les auditeurs de radio et les participants aux carnavals de rue de Rio de Janeiro. Sa musique séduit tout le monde par son authenticité : elle parle d'amour, de rencontres et de disputes, du quotidien.
D'abord très peu engagé, Noel a l'habitude d'avoir plusieurs petites amies en même temps et d'être l'amant de nombreuses femmes mariées. Il épouse néanmoins Lindaura Martins, en 1934, qui n'a que 13 ans, sous la pression de la jeune fille. Malgré l'affection pour son épouse, il reste amoureux de Ceci, surnom de Juraci Correia de Araújo, une prostituée de cabaret, qu'il fréquente de longue date. Tant et si bien qu'il écrit et la chanson à succès Dama do Cabaré, inspirée par Ceci, qui malgré sa profession, reste une dame lorsqu'elle s'habille et est en compagnie des hommes, et rend complètement fou Noel Rosa par sa beauté. Ils ont eu une liaison pendant des années, ils se sont rencontrés au cabaret la nuit et se sont promenés ensemble, ont bu, fumé, joué, marché sans but la nuit, principalement dans le quartier de Lapa à Rio, où se trouvait le cabaret. Il lui offre des cadeaux, des bijoux, des parfums et elle le récompense par des nuits d'amour inoubliables. Il souhaite la retirer de sa condition et en faire son épouse, mais ce serait un scandale social et la famille n'accepterait jamais une prostituée dans la famille. Il décide de donner à Ceci une maison, où il la soutiendrait et la garderait pour lui, mais Ceci refuse, ne voulant pas dépendre d'un homme pour survivre et préfère se marier en bonne et due forme. Après quelques années supplémentaires ensemble, la jalousie malsaine de Noel envers Ceci la pousse à mettre fin à la relation, qui reste longtemps intermittente, jusqu'à s'éloigner définitivement,.
Son père se suicide par pendaison le 3 mai 1935, geste extrême que sa grand-mère paternelle, Belarmina de Medeiros, avait déjà réalisé le 15 octobre 1927.

### Tuberculose et installation à Belo Horizonte
Déprimé pendant quelques mois à cause de sa séparation d'avec Ceci, Noel passe les années suivantes à lutter contre la tuberculose. La vie de bohème, cependant, ne cesse jamais d'être une attraction irrésistible pour l'artiste, qui, pendant ses différents voyages, revient toujours à la samba, buvant et fumant, profitant des nuits de Rio, entouré de nombreuses femmes. Il déménage avec son épouse à Belo Horizonte pour soigner son problème pulmonaire, encore précoce et non transmissible par voie aérienne, et pour sauver son mariage, car il aime sa femme, mais elle menace de se séparer, ne pouvant plus supporter les trahisons et la consommation d'alcool de son mari. Se séparer à ce moment-là serait néanmoins un énorme fardeau et une honte pour la femme, ce pourquoi Lindaura reconsidère sa décision et cherche elle aussi à sauver son mariage. Lindaura tombe enceinte, mais fait une fausse couche au milieu de sa grossesse et, en raison de complications causées par des saignements abondants affectant son système utérin, elle ne veut plus avoir d'enfants, ce qui la laisse très en colère et déprimée. De son côté, Noel Rosa vit mal de ne pas devenir père.

Lettre de Noel Rosa à son médecin en 1935.

Depuis la capitale du Minas Gerais, il écrit à son médecin, le docteur Graça Melo : « Je vais déjà mieux / Parce que je me lève très tôt / Et je me couche à neuf heures / Pour moi, c'est un jouet / L'injection me torture / Et j'ai très peur / Mais ma température / Elle ne fait pas plus de trente-sept / Je pense que j'avais très tort / En négligeant les cigarettes / Parce qu'il n'y a pas de matériel / Pour le test des crachats. ».
Noel Rosa travaille à Rádio Mineira (pt) et entre en contact avec des compositeurs amis de la nuit, comme Rômulo Paes (pt), revenant ainsi toujours à la vie de bohème,.

### Retour à Rio de Janeiro et mort
Le fait qu’il n’ait pas arrêté de boire et de fumer, qu’il ne se soit pas complètement reposé et qu’il ait continué à se coucher tard a aggravé sa tuberculose. De retour à Rio, se sentant beaucoup mieux, il arrête de prendre ses médicaments et jure qu'il était guéri, mais quelques jours plus tard il tombe gravement malade, ne pouvant plus manger ni se lever du lit,.
Tandis que son épouse et sa mère prennent soin de lui, Noel Rosa meurt subitement chez lui, dans le quartier Vila Isabel, le 4 mai 1937, à l'âge de 26 ans des suites de sa maladie. Son corps est enterré au cimetière de São Francisco Xavier (pt), à Rio de Janeiro,.
Quelques années après sa mort, son nom reste oublié dans les années 1940, jusqu'à ce qu'Aracy de Almeida, en 1950, commence à chanter dans la célèbre discothèque Vogue, incorporant ses sambas inédites à son répertoire. Depuis, le compositeur a été redécouvert et a commencé à être honoré par le public et les autorités.

## Postérité

### Discographie rétrospective
- Noel Rosa e sua Turma da Vila, 1968
- Noel por Noel, 1971
- Noel Rosa, 1975
- Coisas Nossas, 1982
- Noel Rosa, 1983
- Noel Rosa, Inédito e Desconhecido, 1983
- Uma Rosa para Noel, 1987
- De Babado Sim, Noel Rosa e Marília Batista, 1991
- Noel Rosa e Aracy de Almeida, 1994
- Feitiço da Vila, 1994
- Que se Dane, 1999
- Noel Rosa, Pela primeira vez (box), 2000

### Filmographie

#### Films sur Noel Rosa
En 1967, Gilberto Santeiro réalise le court métrage Cordiais Saudações, sur Noel Rosa. Ricardo van Steen réalise Com Que Roupa ?, avec Cacá Carvalho dans le rôle de Noel Rosa.
En 1994, Noel Rosa est un personnage du court métrage de fiction Bar Babel, réalisé au Paraná par Antônio Augusto Freitas.
Dans O Mandarim (1995) — une représentation expérimentale de la vie du chanteur Mário Reis — Júlio Bressane (un autre représentant de Cinema Marginal) appelle Chico Buarque pour jouer Noel Rosa.
En 1998, Antonio Paiva Filho écrit et réalise, en vidéo, une fiction inspirée de la célèbre samba de Noel Rosa Coração, présente dans le titre : A Paixão Faz Dor no Crânio Mas Não Attack o Coração.
Et en 1999, André Sampaio crée un film de fiction expérimental, Controversy, basé sur la célèbre controverse musicale entre Noel Rosa et Wilson Batista.
Noel - Poeta da Vila (2006) est le premier long métrage sur le compositeur : il est basé sur la biographie de Máximo et Didier et réalisé par Ricardo van Steen. Il a été présenté en première au Festival international du film de Rio de Janeiro en 2006 et au Festival international du film de São Paulo. Il est entré sur le circuit en août 2007, année qui marquait le 70e anniversaire de la mort du poète de samba.
Rogério Sganzerla, l'un des principaux noms du cinema marginal, est fasciné par la vie et l'œuvre de Noel Rosa et envisage de réaliser son propre long métrage. Le projet n'aboutit finalement pas, mais en attendant, il réalise deux documentaires : un court métrage, Noel Por Noel (1978), et un moyen métrage, Isto é Noel Rosa (1991).
En 1994, Alexandre Dias da Silva découvre lors d'une foire de rue un film très rare — le court métrage Vamo Falá do Norte (1929), de Paulo Benedetti, avec la seule image filmée de Noel Rosa, avec le Bando de Tangarás — et, avec un texte de José Roberto Torero et des scènes d'actualités et de films de 1929, réalise le court métrage O Cantor de Samba.

#### Bandes sonores musicales pour le cinéma
Avant d'être le thème des films, la musique de Noel Rosa était présente dans d'innombrables films brésiliens.
Du vivant de Noel Rosa, deux marches de carnaval de sa main sont incluses dans la bande sonore de Alô Alô Carnaval (pt) d'Adhemar Gonzaga : Pierrot Apaixonado (avec Heitor dos Prazeres) et Não Resta a Menor Dúvida (avec Hervé Cordovil (pt)).
La même année, il compose six chansons, en partenariat avec Oswaldo Gogliano (pt), pour le film Cidade-Mulher, de Humberto Mauro : la chanson titre du film (interprétée par Orlando Silva), Dama do Cabaré, O Filho do Alfaiate, Morena Sereia, Numa Noite à Beira-Sea et Na Bahia.
D'autres films notables incluant des chansons de Noel Rosa sur leur bande originale sont ceux réalisés par Carlos Alberto Prates Correia, un autre grand admirateur de sa musique : dans Perdida (1975), l'enregistrement original de Quem Dá Mais ? (1932), avec la voix de Noel Rosa lui-même, sert de décor à une scène explicite qui se déroule dans une maison close.
Dans Cabaret Mineiro (pt) (1980) — grand gagnant du Festival de Gramado 1981 — Pra Esquecer — avec Tavinho Moura (pt) et régional — et Nunca… Jamais ! - avec Tavinho Moura, Silvia Beraldo et régional — a la même fonction de renforcer l'ironie dans deux séquences du film.

### Théâtre
Sa vie a fait l'objet d'un drame à succès de Plínio Marcos, O Poeta da Vila e seu Amores (1977), mis en scène au Teatro Popular do Sesi. Elle a été jouée pendant plus de deux années ininterrompues.

### Hommages
En 2010, cent ans après sa naissance, le GRES Unidos de Vila Isabel, une école de samba basée dans la zone nord de Rio de Janeiro, dans le quartier de Vila Isabel, a choisi Noël Rosa comme thème du Carnaval de Rio 2010. Un défilé a eu lieu en son honneur, avec la samba intitulée Noel : A Presença do "Poeta da Vila", écrite par le compositeur Martinho da Vila. Le défilé a eu lieu le lundi 15 février 2010. L'école a été la cinquième école à défiler et le résultat officiel a donné à l'école la quatrième place dans l'ordre officiel de calcul des points par la Liga Independente das Escolas de Samba do Rio de Janeiro (pt).

### Bibliographie

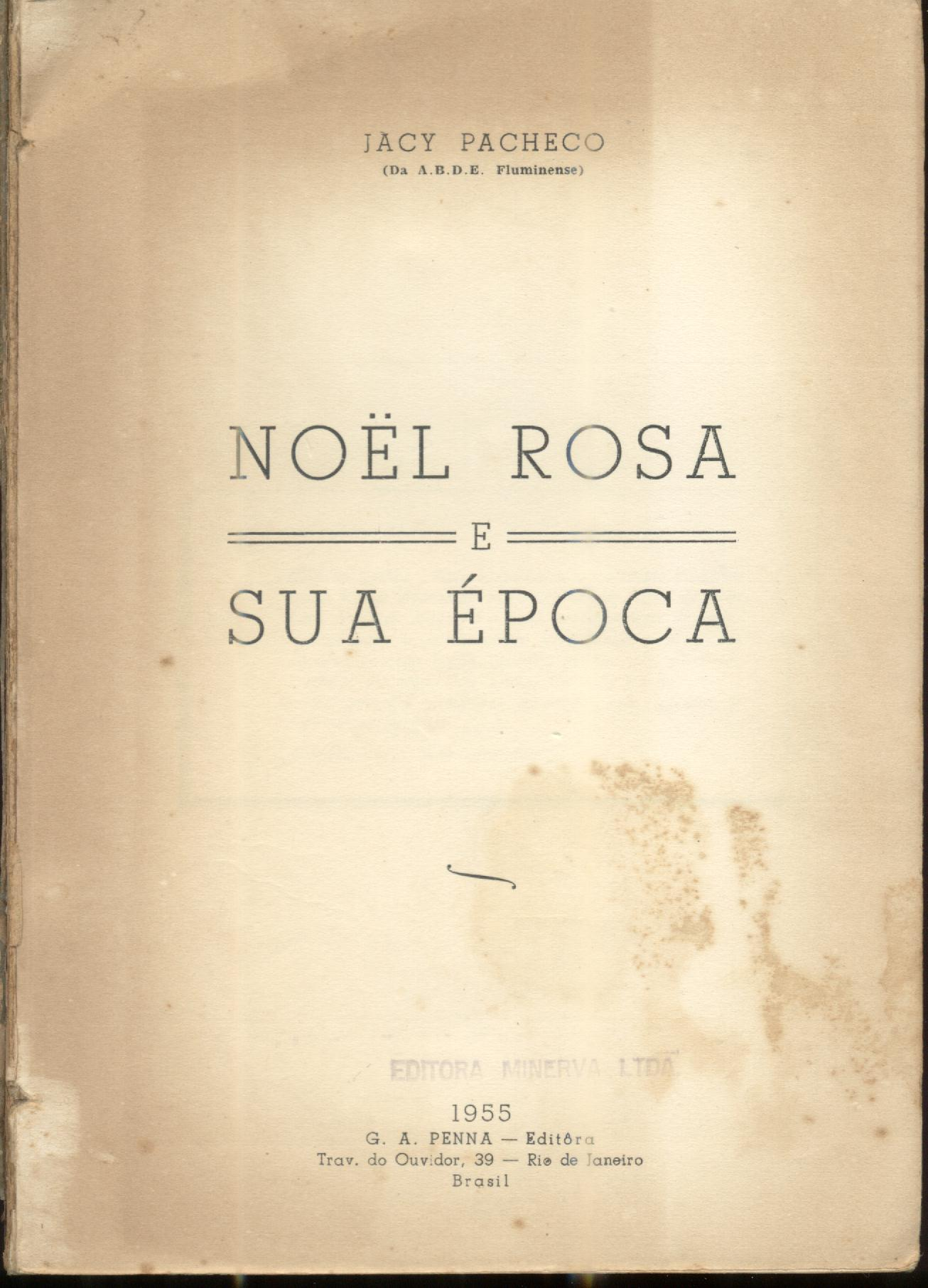
Page de couverture de Noel Rosa e sua época.